# Чайка (Ялтинський район)
Ча́йка (крим. Çayka) — селище в Україні, у складі Ялтинського району Автономної Республіки Крим.

## Населення
За даними перепису населення 2001 року, у селищі мешкало 41 особа. Мовний склад населення села був таким:
| Мова       | Число ос. | Відсоток |
| ---------- | --------- | -------- |
| українська | 10        | 21,95    |
| російська  | 31        | 73,17    |